# Jan Klusák
Jan Klusák, né Jan Porges le 18 avril 1934 à Prague, est un acteur et compositeur tchèque.

## Biographie
Né dans une famille juive, Jan Klusák étudia à l'Académie tchèque des arts musicaux et eut comme professeurs Jaroslav Řídký et Pavel Bořkovec. Sa musique a subi les influences de Sergueï Prokofiev, Igor Stravinsky, puis celles de la Seconde école de Vienne, essentiellement Alban Berg et la musique sérielle. Se considérant comme étant un néo-platonicien, Jan Klusák « avoue que son art a été marqué non seulement par la rationalité et l'austérité du XXe siècle, mais aussi par les sciences occultes, l'astrologie et même la magie »
Depuis 1959, il travaille étroitement avec le chef d'orchestre Libor Pešek.
Après l’invasion de la Tchécoslovaquie par le pacte de Varsovie, Jan Klusák fut déclaré politiquement indésirable. Pendant la Normalisation, il fut engagé au théâtre Jára Cimrman, mais il dut le quitter en 1975. Après la Révolution de Velours, il dirigea plusieurs institutions culturelles tchèques.

## Filmographie partielle

### Acteur
- 1966 : Les Petites Marguerites (Sedmikrásky) de Věra Chytilová
- 1970 : Valérie au pays des merveilles de Jaromil Jireš

### Compositeur
- 1929 : Séduction (Erotikon) de Gustav Machatý
- 1964 : Le Premier Cri
- 1964 : Du courage pour chaque jour